# Sam Parsons
Sam Parsons, né le 18 juin 1994 à Wilmington dans le Delaware, est un athlète germano-américain représentant l'Allemagne, spécialiste des courses de demi-fond et de fond.

## Biographie
En 2022, il est finaliste sur 5 000 m des championnats du monde (15e) et des championnats d'Europe (6e). Il améliore par ailleurs ses records personnels sur 1 500 m (3 min 36 s 22 le 4 septembre 2022 à Berlin) et sur le Mile (3 min 55 s 81 le 9 juillet 2022 à Los Angeles).
Le 27 janvier 2023 à Boston, il établit un nouveau record d'Allemagne en salle du 5 000 m en 13 min 12 s 78, améliorant le record de Dieter Baumann datant de 1995.

## Palmarès
| Date | Compétition                    | Lieu    | Résultat | Épreuve | Temps          |
| ---- | ------------------------------ | ------- | -------- | ------- | -------------- |
| 2019 | Championnats d'Europe en salle | Glasgow | 12e      | 3 000 m | 8 min 5 s 83   |
| 2022 | Championnats du monde          | Eugene  | 15e      | 5 000 m | 13 min 45 s 89 |
| 2022 | Championnats d'Europe          | Munich  | 6e       | 5 000 m | 13 min 30 s 38 |

## Records
| Épreuve      | Temps               | Lieu                | Date             |              |
| En plein air | En plein air        | En plein air        | En plein air     | En plein air |
| ------------ | ------------------- | ------------------- | ---------------- | ------------ |
| 1 500 m      | 3 min 36 s 22       | Berlin              | 4 septembre 2022 |              |
| Mile         | 3 min 55 s 81       | Los Angeles         | 9 juillet 2022   |              |
| 3 000 m      | 7 min 44 s 43       | Lucerne             | 2 juillet 2019   |              |
| 5 000 m      | 13 min 21 s 17      | San Juan Capistrano | 6 mai 2022       |              |
| En salle     |                     |                     |                  |              |
| 1 500 m      | 3 min 41 s 97       | Düsseldorf          | 20 février 2019  |              |
| 3 000 m      | 7 min 39 s 94       | New York            | 11 février 2023  |              |
| 5 000 m      | 13 min 12 s 78 (NR) | Boston              | 27 janvier 2023  |              |